# Sualkuchi
Sualkuchi is een census town in het district Kamrup van de Indiase staat Assam. 

## Demografie
Volgens de Indiase volkstelling van 2001 wonen er 14129 mensen in Sualkuchi, waarvan 50% mannelijk en 50% vrouwelijk is. De plaats heeft een alfabetiseringsgraad van 82%. 